# Турмагамбетов, Петр Туменбаевич
Петр Туменба́евич Турмагамбе́тов — советский хозяйственный, государственный и политический деятель.

## Биография
Петр Туменбаевич Турмагамбетов родился в 1932 году в селе Кумкудук Октябрьского района Актюбинской области. По национальности казах, член КПСС с 1960 года.
В 1955 году окончил Московский автомобильно-дорожный институт и получил специальность инженера-механика автомобильного транспорта.
По окончании института работал старшим механиком автобазы, начальником мастерских автобазы Талды-Курганского автотреста. Затем был назначен главным инженером Текелинской автобазы Талды-Курганской области. В 1957 году Министерством автомобильного транспорта Казахской ССР был переведен в Актюбинскую область. С 1957 по 1959 год работал главным инженером Хобдинской автобазы, а с 1959 по 1962 год – главным инженером областного автотреста.
В 1962 году назначен главным инженером Западно-Казахстанского краевого автоуправления, а с октября 1963 года – главным инженером Актюбинского облавтотреста «Сельхозтранс».
С 1964 по 1968 год  работал генеральным директором Актюбинского производственного авторемонтного объединения.
С февраля 1968 по 1972 год – первый заместитель председателя исполкома Актюбинского городского Совета депутатов трудящихся. С 1972 года – управляющий Актюбинским производственным автотрестом.
В мае 1975 года избран первым секретарем Актюбинского горкома партии.
С 1982 года работал главным инженером пассажирского автоуправления, главным инженером автообъединения.
За время работы П.Т. Турмагамбетов неоднократно избирался членом горкома партии и депутатом городского Совета депутатов трудящихся.
Награждён тремя орденами «Знак Почета» и медалями.
Избирался депутатом IX и X Созывов Верховного Совета Казахской ССР.
Делегат XIV и XV съездов Компартии Казахстана.
Почетный гражданин города Актобе.